# Tessuto muscolare striato
Il tessuto muscolare striato è un tessuto muscolare che, osservato al microscopio, presenta una bandeggiatura trasversale dovuta all’alternanza di zone chiare e zone scure, assente invece nel tessuto muscolare liscio. 
Il tessuto muscolare è formato da elementi cellulari, caratterizzati dalla capacità di contrarsi. Presenta al suo interno, infatti, un apparato contrattile organizzato in maniera più o meno ordinata in base al tipo di tessuto muscolare preso in esame. Il tessuto muscolare si classifica morfologicamente in due tipi: tessuto muscolare striato e tessuto muscolare liscio.
Il tessuto muscolare striato si distingue tra tessuto muscolare striato scheletrico e tessuto muscolare striato cardiaco (o miocardio).

## Caratteristiche e struttura
Il tessuto muscolare striato scheletrico costituisce i muscoli scheletrici dell'organismo che sono responsabili dei movimenti volontari delle ossa e si trova anche in altre zone anatomiche come il diaframma, la lingua, il palato molle e la faringe. Le fibre muscolari striate scheletriche derivano dai mioblasti embrionali che si allineano e si fondono per generare cellule multinucleate denominate miotubi, che sintetizzano nel loro citoplasma gli elementi contrattili che formeranno le miofibrille, costituite dai miofilamenti. Le fibre muscolari si dispongono parallelamente fra loro e negli spazi pericellulari si sviluppano i capillari. La presenza della vasta rete di capillari e della mioglobina (proteina trasportatrice di ossigeno, simile all'emoglobina), determina il colorito tipico del muscolo, che va dal rosa al rosso. Le fibre muscolari striate scheletriche possono essere classificate in base al diametro,
al contenuto di mioglobina o di mitocondri, all'estensione del reticolo sarcoplasmatico e alla velocità di contrazione in fibre muscolari rosse, bianche e intermedie. Le fibre muscolari intermedie presentano caratteristiche comprese tra quelle delle fibre rosse e quelle delle fibre bianche. La fibra muscolare striata è un sincizio polinucleato di forma cilindrica o poliedrica con gli angoli arrotondati. Le fibre muscolari striate possono arrivare a misurare fino a qualche millimetro di lunghezza, ma solitamente è compresa tra i 10 e i 100 um. I muscoli sono sempre più lunghi delle fibre di cui sono composti.
Il tessuto muscolare striato scheletrico forma i muscoli inseriti sullo scheletro e rappresenta circa il 40% del peso corporeo dell’adulto, è il tipo di tessuto muscolare più abbondante. È formato da fibre muscolari striate scheletriche, lunghi elementi plurinucleati, di forma approssimativamente cilindrica, che si vengono a formare durante la vita intrauterina a seguito della fusione di cellule mononucleate, i mioblasti, durante il processo della miogenesi. Le fibre muscolari striate scheletriche si dispongono parallelamente tra di loro a formare fasci di fibre muscolari, che a loro volta si associano per mezzo del tessuto connettivo a formare il muscolo scheletrico.
La componente stromale del muscolo è costituita, partendo dall’esterno dall'epimisio, una guaina connettivale densa che avvolge il muscolo nel suo insieme e da cui dipartono sepimenti connettivali che vanno ad inserirsi al suo interno avvolgendo fasci di fibre connettivali e formando, così, il perimisio. Questo a sua volta, si ramifica in setti più sottili che avvolgono le singole fibre muscolari, costituendo l’endomisio.

### Struttura fibra muscolare striata
La fibra muscolare striata è un sincizio cellulare caratterizzato dalla presenza di centinaia di nuclei disposti in posizione periferica, al di sotto del sarcolemma. Il citoplasma della fibra muscolare, detto sarcoplasma, è occupato per il 60/70% dall'apparato contrattile. Esso è disposto a formare strutture, denominate miofibrille, più piccole e della stessa lunghezza della fibra muscolare, disposte parallelamente tra loro e all’asse maggiore della fibra. La microscopia ottica permette di rilevare, oltre alla marcata striatura trasversale, anche una delicata striatura longitudinale, dovuta proprio alla presenza di un gran numero di miofibrille.
Osservando ciascuna miofibrilla al microscopio elettronico è possibile mettere in evidenza l'unità contrattile del tessuto muscolare striato, cioè il sarcomero.

### Apparato contrattile
Il sarcomero è formato da filamenti contrattili (miofilamenti) di due tipi:
- Filamento sottile
- Filamento spesso

Essi sono diversi per dimensione e composizione chimica. Infatti, i filamenti sottili o filamenti di actina, sono costituiti da un asse portante formato da actina, hanno lunghezza ben definita (circa 1 µm) e non godono di instabilità. L’actina globulare polimerizza a formare un filamento di F-actina (proteina filamentosa). Due filamenti di F-actina si avvolgono ad elica a formare il filamento sottile. Associate ai filamenti di actina ci sono due proteine: la tropomiosina e la troponina.
La tropomiosina è una proteina filamentosa associata ai filamenti sottili, in corrispondenza dei siti che sono in grado di legare le teste di miosina sull’actina; impedisce quindi l’interazione acto-miosinica in condizioni di riposo.
La troponina, che invece è una proteina globosa formata da 3 domini:
- TN-C: che ha affinità per lo ione calcio
- TN-I: dominio di legame con il filamento di actina
- TN-T: porzione che si lega alla tropomiosina

I filamenti spessi si formano a partire dalla polimerizzazione della miosina. La miosina polimerizza in modo particolare, cioè coda-coda: allineano le code, lasciando sporgenti le teste. Il filamento spesso presenta, quindi, una porzione centrale liscia, rappresentata dalle code allineate e una porzione globosa, data dall’insieme delle teste della miosina alle due estremità del filamento.

### Organizzazione all'interno del sarcomero
La miofibrilla presenta una successione regolare di bande più o meno rifrangenti, visibili tramite un esame a luce polarizzata. Si individuano una banda più scura, detta banda A e una banda più chiara, detta banda I. All’interno della banda A è, inoltre visibile una zona centrale più chiara, denominata banda H che viene attraversata trasversalmente da una linea più scura detta linea M. Una linea scura trasversale divide esattamente a metà la banda I, ed è chiamata linea Z.
Il sarcomero è la porzione di miofibrilla compresa tra due linee Z consecutive.
I filamenti sottili prendono inserzione a livello della linea Z (grazie alla presenza di proteine leganti l’actina, ad esempio l’𝛂 actinina) percorrono tutta la emibanda I, entrano nella banda A e si arrestano in corrispondenza dell’inizio della banda H.
I filamenti spessi, invece, si ancora in corrispondenza della sua porzione centrale alla linea M, percorre tutta l’emibanda H, poi tutta la banda A e si arrestano in corrispondenza dell’inizio della banda I.
Intorno ai filamenti sottili e a quelli spessi si trovano tutta una serie di proteine che servono a stabilizzare la struttura del sarcomero stesso. La nebulina è associata al filamento sottile e ne determina la lunghezza, che equivale alla lunghezza della proteina stessa. Essa si avvolge al filamento di actina senza andare a coprire i siti di interazione di legame acto-miosinici. La titina si ritrova a livello della linea Z e si estende fino alla linea M è costituita da domini che possono agire come una sorta di molla a seconda dello stato funzionale (rilassato,contratto, stirato) della fibra, evitando in questo modo un eccessivo allungamento del sarcomero. Insieme a titina e nebulina, ritroviamo un'altra proteina, l’oscurina anch’essa dotata di attività protein chinasica, ovvero capace di trasdurre i segnali meccanici generati dal sarcomero.

### Contrazione
La contrazione muscolare, è dovuta allo scorrimento verso il centro del sarcomero dei filamenti sottili su quelli spessi. Nella situazione di massima contrazione il sarcomero, infatti, si accorcia, creandosi un'unica zona di sovrapposizione di filamenti sottili e spessi, ovvero una sola banda A. Le due proteine direttamente coinvolte nel meccanismo di contrazione muscolare sono l’actina e la miosina.
Il meccanismo ciclico di formazione e rilascio del ponte acto-miosinico consiste in:
- Fase di riposo, in cui actina e miosina non sono legate
- In presenza dello ione calcio la troponina-C (TN-C) che determina l’esposizione dei siti acto-miosinici, si forma il ponte tra actina e miosina
- La testa della miosina (sfruttando l’energia immagazzinata sotto forma di tensione) trascina il filamento sottile verso il centro del sarcomero
- La testa della miosina si carica di una nuova molecola di ATP diminuendo così, l’affinità che ha per l’actina e provocando, quindi, il distacco da essa

Il sistema è pronto a ricominciare il ciclo, in modo da mantenere la contrazione per il tempo necessario. Il lavoro svolto dai muscoli scheletrici solitamente è intenso per tempi brevi.
Nei muscoli striati scheletrici la contrazione è di tipo volontario, in quanto le fibre muscolari sono innervate dal sistema nervoso centrale (SNC). Il neurotrasmettitore dei muscoli striati scheletrici è l’acetilcolina.

### Eterogeneità delle fibre muscolari scheletriche
Esistono tre diversi tipi di fibre muscolari che differiscono tra loro sia per la morfologia, distinguendosi in fibre rosse e fibre bianche, sia per le loro caratteristiche funzionali: fibre lente, fibre veloci e fibre intermedie.
I muscoli più ricchi di fibre rosse si contraggono più lentamente, mentre in quelli in cui prevalgono le fibre bianche si contraggono più velocemente. Infatti, le fibre rosse sono caratterizzate da un metabolismo prevalentemente aerobico, grazie alla presenza di numerosi mitocondri e un’abbondante quantità di mioglobina. Le fibre bianche, invece svolge un metabolismo prevalentemente glicolitico, dovuta alla grande quantità di glicogeno presente al suo interno. La contrazione delle fibre rosse viene detta tonica ed è più lenta ma più resistente a fatica, mentre quella delle fibre bianche è detto fasica ed è caratterizzata da un maggior rapidità di contrazione ma una minore resistenza. Le fibre intermedie hanno caratteristiche comuni tra quelle rosse e quelle bianche.
In base alle caratteristiche che deve avere un muscolo possiamo trovare diversi tipi di fibre a costituirlo, anche se le fibre bianche sono prevalenti in muscoli responsabili di rapidi movimenti, come per esempio nei muscoli masticatori, e le fibre rosse sono maggiormente presenti in muscoli responsabili della postura.

### Proprietà del tessuto muscolare
Le proprietà del tessuto muscolare sono quattro:
- Eccitabilità, ovvero la capacità di rispondere agli stimoli
- Contrattilità, ovvero la capacità di accorciarsi attivamente e di esercitare una tensione, trasmessa attraverso il tessuto connettivo
- Estensibilità, ovvero la capacità di estendersi oltre la lunghezza di riposo
- Elasticità, ovvero la capacità di ritornare alla lunghezza iniziale al termine di ciascuna contrazione[8]

### Rigenerazione muscolare
La fibra muscolare striata scheletrica è un elemento che a seguito del differenziamento perde la sua capacità di effettuare la mitosi, pertanto in conseguenza di una grave lesione può andare incontro a morte, venendo sostituita da tessuto cicatriziale. Se invece la lesione è limitata, particolari cellule localizzate tra il sarcolemma e la membrana basale della fibra, dotate di capacità proliferativa (seppur limitata), sono in grado di risolvere il danno. Queste cellule sono denominate cellule satellite.
La rigenerazione muscolare consta in da 5 fasi:
- Degenerazione: il danno muscolare comporta una rapida necrosi dovuta alla proteolisi delle miofibre. La morte delle cellule necrotiche induce una risposta infiammatoria  necessaria per la rimozione dei detriti cellulari e per l’attivazione della fase rigenerativa, quindi, delle cellule staminali (cellule satellite);
- Infiammazione: le prime cellule infiammatorie che raggiungono la lesione sono i granulociti neutrofili (un tipo di globuli bianchi), necessari per rimuovere i resti cellulari delle cellule necrotiche che hanno provocato infiammazione. Anche, e soprattutto, i macrofagi svolgono un ruolo importante nella risoluzione del danno tissutale, in quanto facilitano la riparazione delle fibre danneggiate e contribuiscono alla rigenerazione stimolando l’attivazione delle cellule satelliti. Inoltre, attraverso il rilascio di citochine anti-infiammatorie regolano la risoluzione del processo infiammatorio;
- Rigenerazione: in questa fase, le cellule satelliti che sono state attivate alla fine della fase precedente, iniziano a proliferare per andare a sostituire le miofibre danneggiate;
- Rimodellamento: consiste nel rimodellamento della matrice extracellulare e nell’angiogenesi (processo che porta alla formazione di nuovi vasi sanguigni);
- Maturazione: Il processo di rigenerazione muscolare termina con la reinnervazione delle fibre rigenerate, che ripristinano così la propria funzionalità e capacità contrattile.[9]

## Tessuto muscolare striato scheletrico

### Funzioni endocrine
Nonostante la funzione principale del muscolo striato scheletrico sia quella di garantire il movimento, la postura, la termoregolazione e la respirazione, evidenze scientifiche hanno portato a considerare il muscolo striato scheletrico come un organo endocrino; infatti, sono diversi i fattori prodotti e secreti dal muscolo scheletrico. Le sostanze prodotte da quest’ultimo, sono state indicate con il termine di miochine.
Le miochine sono in grado di esercitare un effetto autocrino, paracrino o endocrino. Tra le miochine identificate si trovano la miostatina, come inibitore della crescita muscolare; l’interleuchina 6, IL-6, che è un fattore prodotto dal muscolo in risposta a diversi tipi di esercizio fisico, può esercitare sia un effetto autocrino (direttamente sul muscolo stesso), che paracrino o endocrino. Entrando nel circolo sanguigno, in particolare, è in grado di raggiungere diversi organi e tessuti. A livello sistemico promuove la conversione del tessuto adiposo bianco in quello adiposo bruno (processo di lipolisi degli adipociti), invece a livello locale, tra i vari effetti che provocano, inducono l’attivazione delle cellule satelliti. L’esercizio fisico rappresenta il principale impulso alla produzione di tali miochine.

### Tono muscolare
Quando il muscolo scheletrico è a riposo viene mantenuto un basso livello di contrazione, indipendente dal controllo volontario del sistema nervoso centrale (SNC). Queste contrazioni non sono sufficientemente forti da provocare uno spostamento o un movimento, ma hanno come scopo quello di stabilizzare i capi ossei delle articolazioni. Basti pensare ai muscoli preposti al mantenimento della postura e dell’equilibrio, in cui vengono stimolate un numero di unità motorie (date dall’insieme del motoneurone e la fibra che esso innerva) sufficiente a generare la tensione necessaria al mantenimento della posizione corporea. Nei muscoli sono presenti recettori, chiamati fusi neuromuscolari, costituiti da fibre muscolari specializzate che sono sensibili allo stiramento passivo. Questi recettori sono innervati sia da fibre nervose sensitive (afferenti)  che hanno il compito di controllare il tono muscolare che da fibre nervose motorie (efferenti).

### Ipertrofia muscolare
Il fenomeno noto come ipertrofia muscolare è il risultato che si ottiene a seguito dell’ingrossamento della fibra muscolare. L’esercizio fisico, infatti, incrementa l’attività dei fusi neuromuscolari e potenzia il tono muscolare. In seguito a stimolazione ripetuta si osserva nelle fibre muscolari un notevole incremento del numero di miofibrille, mitocondri, della concentrazione di enzimi glicolitici e, quindi, delle riserve di glicogeno. L’aumento in diametro delle fibre è accompagnato da un aumento della quantità di proteine contrattili presenti nelle fibre muscolari, che aumentano di volume diventando, quindi, ipertrofiche.

### Atrofia muscolare
Il fenomeno dell’atrofia muscolare è il risultato della riduzione delle dimensioni del diametro delle fibre muscolari. È il processo inverso all’ipertrofia, che avviene a seguito di una mancata stimolazione per un lungo periodo di tempo delle fibre muscolari striate scheletriche. Quest’ultime diventano, infatti, più piccole e deboli. È necessario tenere sotto controllo questo fenomeno, in quanto, sebbene un'iniziale ipotrofia è un fenomeno reversibile, se le fibre muscolari muoiono non possono essere sostituite, in quanto, se la lesione è troppo estesa le cellule satelliti, seppur dotate di una capacità proliferativa che può risultare efficiente per quanto riguarda le piccole lesioni, non è sufficientemente elevata per riuscire a risolvere lesioni più gravi. Questo evento comporta, quindi, anche la perdita della capacità contrattile del muscolo stesso, che in questo caso non è recuperabile.

### Apparato muscolare e invecchiamento
L’avanzare dell’età comporta il declino progressivo della forza e delle dimensioni del muscolo striato scheletrico, fenomeno noto come sarcopenia. Questo fenomeno porta alla generazione di numerosi effetti quali:
- la riduzione del diametro delle fibre muscolari, dovuta alla diminuzione del numero di miofibrille, ATP, riserve di glicogeno e mioglobina. Il risultato di questi eventi porta alla perdita di forza muscolare e all’aumento dell'affaticamento precoce. Tutto ciò’ si verifica anche in correlazione della ridotta attività dell’apparato circolatorio che quindi, non è più in grado di portare ossigeno e sostanze trofiche ai muscoli in maniera efficiente e veloce rispetto ad una persona di giovane età.
- la riduzione della disponibilità di ioni Ca2+ è stata individuata come uno dei fattori che contribuiscono alla diminuita forza del muscolo con l’invecchiamento.
- il diametro e l’elasticità dei muscoli scheletrici diminuiscono come conseguenza del processo di fibrosi, cioè un aumento del tessuto connettivo fibroso nell’endomisio e nel perimisio con l’aumento dell’età.
- diminuisce la resistenza sotto sforzo, dovuto sia alla tendenza ad un rapido affaticamento che alla ridotta capacità di eliminare il calore che si è generato durante la contrazione muscolare.
- diminuisce l’efficienza del processo di riparazione delle fibre muscolari striate scheletriche danneggiate. Infatti, in numero di cellule satelliti diminuisce progressivamente con l’avanzare dell’età, mentre il tessuto fibroso aumenta. A seguito di eventuali lesioni a livello muscolare, quindi, difficilmente avviene la riparazione del danno, ma tende invece, a formarsi con più facilità un tessuto cicatriziale, che comporta la perdita della capacità di contrazione muscolare.[14]

### Attività del muscolo striato scheletrico
Durante la contrazione del muscolo scheletrico, quest’ultimo può avere un ruolo agonista, antagonista, sinergico o fissatore. Il ruolo che il muscolo scheletrico svolge dipende dal tipo di movimento e può cambiare nel corso di questo.  Un muscolo agonista è un muscolo che svolge la medesima azione di un altro. Un muscolo antagonista invece è un muscolo la cui azione è opposta a quella di un altro. Durante la flessione di un muscolo l’antagonista determina l’estensione, mantenendo però una tensione che contribuisce a controllare la velocità e la fluidità del movimento (ad esempio i muscoli bicipite e tricipite). Il muscolo sinergico partecipa con la sua contrazione all’azione di un altro, rafforzandone l’inserzione o stabilizzandone l’origine. I muscoli fissatori o stabilizzatori, sono quei muscoli che si contraggono isometricamente creando una base fissa sulla quale può agire un altro muscolo e quindi, servono a mantenere stabile la parte del corpo attraverso la quale avviene il movimento.

### Forma dei muscoli
In base alla forma, i muscoli possono essere classificati in: nastriformi, fusiformi, a ventaglio, penniformi o circolari. La forma varia in base alla funzione e alla sede del muscolo. I muscoli nastriformi presentano le fibre muscolari disposte parallelamente all’asse longitudinale del muscolo da un’estremità all’altra. Nei muscoli fusiformi, le fibre muscolari sono parallele e si fanno convergenti in corrispondenza di una o entrambe le estremità su un tendine. I muscoli a ventaglio hanno una forma più o meno appiattita, le fibre muscolari presentano una divergenza ad un’estremità, mentre sull’altra estremità risultano convergenti in corrispondenza di un tendine di inserzione. Nei muscoli penniformi i fascicoli formano un angolo obliquo con il tendine rispetto alla linea di trazione. In base all’organizzazione delle fibre muscolari, i muscoli penniformi si distinguono in: unipennati, bipennati e multipennati. In quelli unipennati le fibre muscolari sono disposte sullo stesso lato del tendine, mentre se queste sono disposte su entrambi i lati del tendine si parla di muscoli penniformi bipennati. Infine, i muscoli si dicono penniformi multipennati se il tendine proviene dall’interno del muscolo. Nei muscoli circolari, anche detti sfinteri, le fibre muscolari sono disposte concentricamente attorno ad un'apertura centrale o un recesso, non vi è quindi, alcuna origine o inserzione a segmenti scheletrici. In questo modo a seguito della contrazione di questi muscoli si ha la chiusura dello sfintere, mentre il loro rilassamento ne provoca l’apertura.

## Tessuto muscolare striato cardiaco
Il muscolo cardiaco è un muscolo striato e involontario che costituisce il miocardio, ovvero la componente principale del cuore, ed è responsabile della contrazione dell'organo. È un muscolo esclusivo del cuore e della porzione prossimale delle vene polmonari.
Il tessuto muscolare cardiaco è costituito da cellule distinte, i cardiociti, uniti tra loro mediante i dischi intercalari, ossia giunzioni meccaniche specializzate. A differenza del tessuto muscolare striato scheletrico, che è un sincizio con le fibre muscolari scheletriche polinucleate, il tessuto muscolare striato cardiaco è un sincizio soltanto dal punto di vista funzionale per via dei sistemi di giunzione che mettono in comunicazione i singoli cardiociti. Il muscolo cardiaco deriva dal mantello mioepiteliale, una porzione specifica della splancoplerura (mesenchima), le cui cellule si organizzano intorno al tubo endoteliale cardiaco e si differenziano in epicardio e miocardio. Il tessuto muscolare cardiaco è innervato dal sistema nervoso autonomo, che regola la frequenza del ritmo della contrazione. Infatti, a differenza del tessuto muscolare striato scheletrico, quello cardiaco possiede una ritmicità intrinseca e una capacità di contrarsi spontaneamente che ha origine da cellule specializzate e si propaga a tutte le altre cellule tramite un sistema di conduzione.